# Liste des œuvres de Sergueï Prokofiev
Cet article regroupe les œuvres de Sergueï Prokofiev (1891-1953). Il n'inclut ni les œuvres de jeunesse, qui ne subsistent essentiellement que par des manuscrits, ni les arrangements d'œuvres de Prokofiev par d'autres compositeurs.

## Tableau des œuvres
| no d'opus | Titre                                                    | Sous-titre / Commentaires                                         | Effectif                                                                              | Période             |
| --------- | -------------------------------------------------------- | ----------------------------------------------------------------- | ------------------------------------------------------------------------------------- | ------------------- |
| 13        | Maddalena                                                | Opéra en un acte                                                  | Solistes, chœur d'hommes, orchestre                                                   | 1911-1913           |
| 24        | Le Joueur                                                | Opéra en quatre actes et six tableaux                             | Solistes, chœur, orchestre                                                            | 1915-1916/1927-1928 |
| 33        | L'Amour des trois oranges                                | Opéra en quatre actes et dix tableaux                             | Solistes, chœur, orchestre                                                            | 1921                |
| 37        | L'Ange de feu                                            | Opéra en cinq actes                                               | Solistes, chœur, orchestre                                                            | 1919-1927           |
| 81        | Semyon Kotko                                             | Opéra en cinq actes et sept tableaux                              | Solistes, chœur, orchestre                                                            | 1939                |
| 86        | Les Fiançailles au couvent                               | Opéra lyrico-comique en quatre actes et neuf tableaux             | Solistes, orchestre                                                                   | 1940-1941           |
| 91        | Guerre et Paix                                           | Opéra en cinq actes et treize tableaux                            | Solistes, chœur, orchestre                                                            | 1941-1952           |
| 117       | Histoire d'un homme véritable                            | Opéra en quatre actes et dix tableaux                             | Solistes, chœur, orchestre                                                            | 1947-1948           |
| 21        | Chout (Le Bouffon)                                       | Ballet en six tableaux                                            | Orchestre                                                                             | 1915/1920           |
| 41        | Le Pas d'acier                                           | Ballet en deux tableaux                                           | Orchestre                                                                             | 1925-1926           |
| 46        | Le Fils prodigue                                         | Ballet en trois tableaux                                          | Orchestre                                                                             | 1928-1929           |
| 51        | Sur le Dniepr                                            | Ballet en deux tableaux                                           | Orchestre                                                                             | 1930-1931           |
| 64        | Roméo et Juliette                                        | Ballet en quatre actes et dix tableaux                            | Orchestre                                                                             | 1935-1936           |
| 87        | Cendrillon                                               | Ballet en trois actes                                             | Orchestre                                                                             | 1940-1944           |
| 118       | La Fleur de pierre                                       | Ballet en quatre actes                                            | Orchestre                                                                             | 1948-1953           |
| 61        | Nuits égyptiennes                                        | Musique de scène                                                  | Orchestre                                                                             | 1933-1934           |
| 70 bis    | Boris Godounov                                           | Musique de scène                                                  | Solistes, chœur, orchestre                                                            | 1936                |
| 71        | Eugène Onéguine                                          | Musique de scène                                                  | Solistes, orchestre                                                                   | 1936                |
| 77        | Hamlet                                                   | Musique de scène pour la pièce de Shakespeare                     | Soprano, baryton, orchestre                                                           | 1937-1938           |
| 60        | Lieutenant Kijé                                          | Musique du film d'Aleksandr Faintsimmer                           | Orchestre                                                                             | 1933                |
| 70        | La Dame de pique                                         | Musique du film de Mikhail Romm                                   | Orchestre                                                                             | 1936                |
| 78        | Alexandre Nevski                                         | Musique du film de Sergueï Eisenstein                             | Mezzo-soprano, chœurs, orchestre                                                      | 1938                |
| —         | Lermontov                                                | Musique du film d'Alexander Gendelstein                           | Orchestre                                                                             | 1941-1942           |
| —         | Tonia                                                    | Musique du film d'Abram Room                                      | Orchestre                                                                             | 1942                |
| —         | Kotovski                                                 | Musique du film d'Alexander Faintsimmer                           | Orchestre                                                                             | 1942                |
| —         | Les Partisans dans les steppes d'Ukraine                 | Musique du film d'Igor Savchenko                                  | Orchestre                                                                             | 1942                |
| 116       | Ivan le Terrible                                         | Musique du film de Sergueï Eisenstein                             | Alto, basse, chœur, orchestre                                                         | 1942-1946           |
| 5         | Sinfonietta en la majeur                                 |                                                                   | Orchestre                                                                             | 1909/1914-1915      |
| 25        | Symphonie no 1 en ré majeur dite « Symphonie classique » |                                                                   | Orchestre                                                                             | 1916-1917           |
| 40        | Symphonie no 2 en ré mineur                              |                                                                   | Orchestre                                                                             | 1924-1925           |
| 44        | Symphonie no 3 en ut mineur                              |                                                                   | Orchestre                                                                             | 1928                |
| 47        | Symphonie no 4 en ut majeur                              |                                                                   | Orchestre                                                                             | 1930                |
| 100       | Symphonie no 5 en si bémol majeur                        |                                                                   | Orchestre                                                                             | 1944                |
| 111       | Symphonie no 6 en mi bémol mineur                        |                                                                   | Orchestre                                                                             | 1945-1947           |
| 112       | Symphonie no 4 en ut majeur                              | Révision de l'opus 47                                             | Orchestre                                                                             | 1947                |
| 131       | Symphonie no 7 en ut dièse mineur                        |                                                                   | Orchestre                                                                             | 1951-1952           |
| 136       | Symphonie no 2 en ré mineur                              | Révision de l'opus 40 (projet non réalisé)                        | Orchestre                                                                             |                     |
| 10        | Concerto pour piano no 1 en ré bémol majeur              |                                                                   | Piano, orchestre                                                                      | 1911-1912           |
| 16        | Concerto pour piano no 2 en sol mineur                   |                                                                   | Piano, orchestre                                                                      | 1913/1923           |
| 19        | Concerto pour violon no 1 en ré majeur                   |                                                                   | Violon, orchestre                                                                     | 1916-1917           |
| 26        | Concerto pour piano no 3 en ut majeur                    |                                                                   | Piano, orchestre                                                                      | 1917-1921           |
| 53        | Concerto pour piano no 4 en si bémol majeur              | Pour la main gauche                                               | Piano, orchestre                                                                      | 1931                |
| 55        | Concerto pour piano no 5 en sol majeur                   |                                                                   | Piano, orchestre                                                                      | 1932                |
| 58        | Concerto pour violoncelle en mi mineur                   |                                                                   | Violoncelle, orchestre                                                                | 1933-1938           |
| 63        | Concerto pour violon no 2 en sol mineur                  |                                                                   | Violon, orchestre                                                                     | 1935                |
| 125       | Symphonie concertante pour violoncelle en mi mineur      | À partir d'idées de l'opus 58                                     | Violoncelle, orchestre                                                                | 1950-1952           |
| 132       | Concertino pour violoncelle en sol mineur                | Œuvre inachevée                                                   | Violoncelle, orchestre                                                                | 1952                |
| 133       | Concerto pour deux pianos et orchestre à cordes          | Œuvre inachevée                                                   | 2 pianos, orchestre à cordes                                                          | 1952                |
| 20        | Suite scythe                                             | D'après Ala et Lolli                                              | Orchestre                                                                             | 1914-1915           |
| 21 bis    | Chout (Le Bouffon)                                       | Suite symphonique en douze parties                                | Orchestre                                                                             | 1922                |
| 33 bis    | L'Amour des trois oranges                                | Suite symphonique en six parties                                  | Orchestre                                                                             | 1924                |
| 41 bis    | Le Pas d'acier                                           | Suite symphonique en quatre parties                               | Orchestre                                                                             | 1926                |
| 46 bis    | Le Fils prodigue                                         | Suite symphonique en cinq parties                                 | Orchestre                                                                             | 1929                |
| 49        | Quatre portraits et Épilogue                             | Suite symphonique, d'après Le Joueur                              | Orchestre                                                                             | 1931                |
| 51 bis    | Sur le Dniepr                                            | Suite symphonique en six parties                                  | Orchestre                                                                             | 1933                |
| 60 bis    | Lieutenant Kijé                                          | Suite symphonique en cinq parties                                 | Baryton, orchestre                                                                    | 1934                |
| 61        | Nuits égyptiennes                                        | Suite symphonique en sept parties                                 | Orchestre                                                                             | 1934                |
| 64 bis    | Roméo et Juliette, suite no 1                            | Suite symphonique en sept parties                                 | Orchestre                                                                             | 1936                |
| 64 ter    | Roméo et Juliette, suite no 2                            | Suite symphonique en sept parties                                 | Orchestre                                                                             | 1936                |
| 81 bis    | Semyon Kotko                                             | Suite symphonique                                                 | Orchestre                                                                             | 1941                |
| 101       | Roméo et Juliette, suite no 3                            | Suite symphonique                                                 | Orchestre                                                                             | 1946                |
| 107       | Cendrillon, suite no 1                                   | Suite symphonique                                                 | Orchestre                                                                             | 1946                |
| 108       | Cendrillon, suite no 2                                   | Suite symphonique                                                 | Orchestre                                                                             | 1946                |
| 109       | Cendrillon, suite no 3                                   | Suite symphonique                                                 | Orchestre                                                                             | 1946                |
| 110       | Suite de valses                                          | D'après Guerre et paix, Cendrillon et Lermontov                   | Orchestre                                                                             | 1946                |
| 123       | Nuit d'été                                               | Suite symphonique d'après Les Fiançailles au couvent              | Orchestre                                                                             | 1950                |
| 126       | Suite nuptiale                                           | D'après La Fleur de pierre                                        | Orchestre                                                                             | 1951                |
| 127       | Fantaisie tzigane                                        | D'après La Fleur de pierre                                        | Orchestre                                                                             | 1951                |
| 128       | Rapsodie de l'Oural                                      | D'après La Fleur de pierre                                        | Orchestre                                                                             | 1951                |
| 129       | La Maîtresse de la montagne de cuivre                    | D'après La Fleur de pierre (projet non réalisé)                   | Orchestre                                                                             |                     |
| 6         | Rêves                                                    | Poème symphonique                                                 | Orchestre                                                                             | 1910                |
| 8         | Esquisse automnale                                       |                                                                   | Petit orchestre                                                                       | 1910/1915/1934      |
| 29 bis    | Andante de la Quatrième sonate pour piano                | Transcription du no 2 de l'opus 29                                | Orchestre                                                                             | 1934                |
| 34 bis    | Ouverture sur des thèmes juifs en ut mineur              | Transcription de l'opus 34                                        | Orchestre symphonique                                                                 | 1934                |
| 42        | Ouverture américaine en si bémol majeur                  |                                                                   | Orchestre                                                                             | 1928                |
| 43        | Divertissement pour orchestre                            |                                                                   | Orchestre                                                                             | 1925-1929           |
| 50 bis    | Andante du Premier quatuor à cordes                      | Transcription du no 3 de l'opus 50                                | Orchestre à cordes                                                                    | 1930                |
| 57        | Chant symphonique pour grand orchestre                   |                                                                   | Orchestre                                                                             | 1933                |
| 65 bis    | Jour d'été                                               | Suite enfantine pour orchestre                                    | Orchestre                                                                             | 1941                |
| 67        | Pierre et le Loup                                        | Conte symphonique pour enfants                                    | Récitant, orchestre                                                                   | 1936                |
| 72        | Ouverture russe en ut majeur                             |                                                                   | Orchestre                                                                             | 1936/1937           |
| 88        | Marche symphonique en si bémol majeur                    |                                                                   | Orchestre                                                                             | 1941                |
| 90        | L'Année 1941                                             | Suite symphonique en trois parties                                | Orchestre                                                                             | 1941                |
| 105       | Ode à la fin de la guerre                                |                                                                   | 8 harpes, 4 pianos, contrebasse, instruments à vent et à percussion                   | 1945                |
| 113       | Poème de fête "Trente ans"                               |                                                                   | Orchestre                                                                             | 1947                |
| 120       | Deux valses pouchkiniennes                               |                                                                   | Orchestre                                                                             | 1949                |
| 130       | La Rencontre de la Volga et du Don                       | Poème de fête                                                     | Orchestre                                                                             | 1951                |
| 12 bis    | Scherzo humoristique pour quatre bassons                 | Transcription du no 9 de l'opus 12                                | 4 bassons                                                                             | 1915                |
| 15        | Ballade pour violoncelle et piano en ut mineur           |                                                                   | Violoncelle, piano                                                                    | 1912                |
| 34        | Ouverture sur des thèmes juifs en ut mineur              |                                                                   | Clarinette, piano, quatuor à cordes                                                   | 1919                |
| 35 bis    | Cinq mélodies pour violon et piano                       | Transcription de l'opus 35                                        | Violon, piano                                                                         | 1925                |
| 39        | Quintette en sol mineur                                  |                                                                   | Hautbois, clarinette, violon, alto, contrebasse                                       | 1924                |
| 50        | Quatuor à cordes no 1 en si mineur                       |                                                                   | Quatuor à cordes                                                                      | 1930                |
| 56        | Sonate pour deux violons en ut majeur                    |                                                                   | 2 violons                                                                             | 1932                |
| 69        | Quatre marches                                           |                                                                   | Fanfare                                                                               | 1935-1937           |
| 80        | Sonate pour violon no 1 en fa mineur                     |                                                                   | Violon, piano                                                                         | 1938-1946           |
| 92        | Quatuor à cordes no 2 en fa majeur                       | Sur des thèmes de Kabardino-Balkarie                              | Quatuor à cordes                                                                      | 1941                |
| 94        | Sonate pour flûte en ré majeur                           |                                                                   | Flûte, piano                                                                          | 1943                |
| 94 bis    | Sonate pour violon no 2 en ré majeur                     | Transcription de l'opus 94                                        | Violon, piano                                                                         | 1944                |
| 97 bis    | Adagio pour violoncelle et piano                         | D'après Cendrillon                                                | Violoncelle, piano                                                                    | 1944                |
| 99        | Marche en si bémol majeur                                |                                                                   | Orchestre à vent                                                                      | 1943-1944           |
| 115       | Sonate pour violon seul en ré majeur                     |                                                                   | Violon                                                                                | 1947                |
| 119       | Sonate pour violoncelle en ut majeur                     |                                                                   | Violoncelle, piano                                                                    | 1949                |
| 134       | Sonate pour violoncelle seul en ut dièse mineur          | Œuvre inachevée                                                   | Violoncelle                                                                           | 1952                |
| 1         | Sonate pour piano no 1 en fa mineur                      |                                                                   | Piano                                                                                 | 1907/1909           |
| 2         | Quatre études pour piano                                 |                                                                   | Piano                                                                                 | 1909                |
| 3         | Quatre pièces pour piano                                 |                                                                   | Piano                                                                                 | 1907-1908/1911      |
| 4         | Quatre pièces pour piano                                 |                                                                   | Piano                                                                                 | 1908/1910-1912      |
| 11        | Toccata en ré mineur                                     |                                                                   | Piano                                                                                 | 1912                |
| 12        | Dix pièces pour piano                                    |                                                                   | Piano                                                                                 | 1906-1913/1913      |
| 14        | Sonate pour piano no 2 en ré mineur                      |                                                                   | Piano                                                                                 | 1912                |
| 17        | Sarcasmes                                                | Cinq pièces pour piano                                            | Piano                                                                                 | 1912-1914           |
| 22        | Visions fugitives                                        | Vingt pièces pour piano                                           | Piano                                                                                 | 1915-1917           |
| 28        | Sonate pour piano no 3 en la mineur                      | "D'après de vieux cahiers"                                        | Piano                                                                                 | 1907/1917           |
| 29        | Sonate pour piano no 4 en ut mineur                      | "D'après de vieux cahiers"                                        | Piano                                                                                 | 1908/1917           |
| 31        | Contes de la vieille grand-mère                          | Quatre pièces pour piano                                          | Piano                                                                                 | 1918                |
| 32        | Quatre pièces pour piano                                 |                                                                   | Piano                                                                                 | 1918                |
| —         | Valses de Schubert                                       | Sélection et arrangements pour piano                              | Piano 2 pianos                                                                        | 1920 1923           |
| —         | Prélude et fugue pour orgue en ré mineur de Buxtehude    | Arrangement pour piano                                            | Piano                                                                                 | 1920                |
| 33 ter    | Marche et Scherzo                                        | D'après L'Amour des trois oranges                                 | Piano                                                                                 | 1922                |
| 38        | Sonate pour piano no 5 en ut majeur                      |                                                                   | Piano                                                                                 | 1923                |
| 43 bis    | Divertissement                                           | Transcription de l'opus 43                                        | Piano                                                                                 | 1938                |
| 45        | Choses en soi                                            | Deux pièces pour piano                                            | Piano                                                                                 | 1928                |
| 52        | Six pièces pour piano                                    |                                                                   | Piano                                                                                 | 1930-1931           |
| 54        | Deux sonatines pour piano                                |                                                                   | Piano                                                                                 | 1931-1932           |
| 59        | Trois pièces pour piano                                  |                                                                   | Piano                                                                                 | 1933-1934           |
| 62        | Pensées                                                  | Trois pièces pour piano                                           | Piano                                                                                 | 1933-1934           |
| 65        | Douze pièces enfantines                                  |                                                                   | Piano                                                                                 | 1935                |
| 75        | Roméo et Juliette                                        | Dix pièces pour piano                                             | Piano                                                                                 | 1937                |
| 77 bis    | Gavotte no 4                                             | Transcription du no 8 de l'opus 77                                | Piano                                                                                 | 1938                |
| 82        | Sonate pour piano no 6 en la majeur                      |                                                                   | Piano                                                                                 | 1939-1940           |
| 83        | Sonate pour piano no 7 en si bémol majeur                |                                                                   | Piano                                                                                 | 1939-1942           |
| 84        | Sonate pour piano no 8 en si bémol majeur                |                                                                   | Piano                                                                                 | 1939-1944           |
| 95        | Trois pièces pour piano                                  | D'après Cendrillon                                                | Piano                                                                                 | 1942                |
| 96        | Trois pièces pour piano                                  | D'après Guerre et Paix et Lermontov                               | Piano                                                                                 | 1941-1942           |
| 97        | Dix pièces pour piano                                    | D'après Cendrillon                                                | Piano                                                                                 | 1943                |
| 102       | Six pièces pour piano                                    | D'après Cendrillon                                                | Piano                                                                                 | 1944                |
| 103       | Sonate pour piano no 9 en ut majeur                      |                                                                   | Piano                                                                                 | 1947                |
| 135       | Sonate pour piano no 5 en ut majeur                      | Révision de l'opus 38                                             | Piano                                                                                 | 1952-1953           |
| 137       | Sonate pour piano no 10                                  | Esquisses inachevées                                              | Piano                                                                                 | 1953                |
| 138       | Sonate pour piano no 11                                  | Projet non réalisé                                                | Piano                                                                                 |                     |
| 7         | Deux poèmes pour voix de femmes et orchestre             | Sur des paroles de Konstantin Balmont                             | Chœur de femmes, orchestre                                                            | 1909-1910           |
| 30        | Sept, ils sont sept                                      | Cantate sur un poème de Konstantin Balmont                        | Ténor, chœur mixte, orchestre                                                         | 1917-1918/1933      |
| 74        | Cantate pour le vingtième anniversaire d'Octobre         |                                                                   | Orchestre symphonique, orchestre de cuivres, accordéons, percussions, 2 chœurs mixtes | 1936-1937           |
| 76        | Chants de nos jours                                      | Neuf chants                                                       | Mezzo-soprano, baryton, chœur, orchestre                                              | 1937                |
| 78 bis    | Alexandre Nevski                                         | Cantate en sept épisodes                                          | Mezzo-soprano, chœurs, orchestre                                                      | 1939                |
| 85        | Zdravitsa (Hymne à Staline)                              | Cantate sur des textes populaires                                 | Chœur, orchestre                                                                      | 1939                |
| 93        | Ballade d'un enfant inconnu                              | Cantate                                                           | Soprano, ténor, chœur, orchestre                                                      | 1942-1943           |
| 98        | Esquisses pour un hymne national                         |                                                                   | Voix, orchestre                                                                       | 1943                |
| 114       | Fleuris, pays tout-puissant                              | Cantate pour le trentième anniversaire de la révolution d'Octobre | Chœur mixte, orchestre                                                                | 1947                |
| 121       | Chant de soldats pour la marche                          |                                                                   | Voix                                                                                  | 1950                |
| 122       | Bûcher d'hiver (Pierre et Marie)                         | Suite                                                             | Récitant, chœur d'enfants, orchestre                                                  | 1949-1950           |
| 124       | La Garde de la paix                                      | Oratorio                                                          | Mezzo-soprano, récitant, chœur mixte, chœur d'enfants, orchestre                      | 1950                |
| 9         | Deux mélodies pour chant et piano                        |                                                                   | Voix, piano                                                                           | 1910-1911           |
| 18        | Le Vilain Petit Canard                                   |                                                                   | Voix, piano (ou orchestre)                                                            | 1914                |
| 23        | Cinq mélodies pour chant et piano                        |                                                                   | Voix, piano                                                                           | 1915                |
| 27        | Cinq mélodies sur des poésies d'Anna Akhmatova           |                                                                   | Voix, piano                                                                           | 1916                |
| 35        | Cinq chants sans paroles                                 |                                                                   | Voix, piano                                                                           | 1920                |
| 36        | Cinq mélodies sur des poésies de Balmont                 |                                                                   | Voix, piano                                                                           | 1921                |
| 60 ter    | Deux chansons                                            | D'après Lieutenant Kijé                                           | Voix, piano                                                                           | 1934                |
| 66        | Six chants pour voix et piano                            |                                                                   | Voix, piano                                                                           | 1935                |
| 68        | Trois chansons enfantines                                |                                                                   | Voix, piano                                                                           | 1936-1939           |
| 73        | Trois mélodies sur des poésies de Pouchkine              |                                                                   | Voix, piano                                                                           | 1936                |
| 78 ter    | Alexandre Nevski                                         | Trois chants d'après Alexandre Nevski                             | Voix, piano                                                                           | 1939                |
| 79        | Sept chants pour voix et piano                           |                                                                   | Voix, piano                                                                           | 1939                |
| 89        | Sept chants de masse                                     |                                                                   | Voix, piano                                                                           | 1941-1942           |
| 104       | Arrangements de chants populaires russes                 | Douze chants (2 vol.)                                             | Voix, piano                                                                           | 1944                |
| 106       | Deux duos                                                | Arrangements de chants populaires russes                          | Ténor, baryton, piano                                                                 | 1945                |